# Titouan Thomas
Titouan Thomas, né le 12 janvier 2002 à Saint-Brieuc, est un footballeur français.
Il évolue depuis 2023 au Stade lavallois, en Ligue 2, au poste de milieu de terrain.

## Carrière en club
Né à Saint-Brieuc, Thomas joue pendant son enfance à l'AS Plélo et à La Châtelaudrinaise, avant d'intégrer le centre de formation de l'EA Guingamp puis du Stade briochin. Il rejoint l'Olympique lyonnais en 2017 et y signe un premier contrat professionnel en juin 2019. Régulièrement appelé en équipe de France chez les jeunes, il est alors considéré comme un des jeunes joueurs prometteurs du club lyonnais,. Capitaine des moins de 19 ans, il joue aussi dès 2018 régulièrement en réserve. En 2021, il est question d'un prêt en Ligue 2 pour trouver du temps de jeu, mais cela ne se fait pas.
En fin de contrat en juin 2022, il signe à Estoril au Portugal,. Il est rapidement prêté aux Pays-Bas, à l'ADO Den Haag, pour jouer. En août 2023, il quitte finalement Estoril et signe un contrat de deux ans avec le Stade lavallois, en Ligue 2,. Il y joue dès lors régulièrement, souvent en entrant en jeu en cours de match, et dispute son 50e match de Ligue 2 le 24 janvier 2025.

## Statistiques
| Saison    | Club                | Championnat | Championnat | Championnat | Coupe(s) nationale(s) | Coupe(s) nationale(s) | Total | Total |
| Saison    | Club                | Division    | M.          | B.          | M.                    | B.                    | M.    | B.    |
| 2022-2023 | GD Estoril-Praia    | D1          | -           | -           | -                     | -                     | 0     | 0     |
| 2022-2023 | ADO Den Haag (prêt) | D2          | 24          | 2           | 3                     | 0                     | 27    | 2     |
| 2023-2024 | Stade lavallois     | Ligue 2     | 31          | 1           | 4                     | 0                     | 35    | 1     |
| 2024-2025 | Stade lavallois     | Ligue 2     | 19          | 2           | 4                     | 1                     | 23    | 3     |